# جورج شاربي
جورج شاربي (بالفرنسية: Georges Charpy)‏ (و. 1865 – 1945 م) هو مهندس، وأكاديمي، وكيميائي فرنسي، ولد في أولينز، كان عضوًا في الأكاديمية الفرنسية للعلوم، توفي في باريس، عن عمر يناهز 80 عاماً.

## التعليم
تعلم في المدرسة المتعددة التكنولوجية.

## جوائز
حصل على جوائز منها:
- نيشان جوقة الشرف من رتبة ضابط (2 فبراير 1922)[1]
- وسام جوقة الشرف من رتبة فارس (15 مارس 1903)[1]